# Lejeunea glaucescens
Lejeunea glaucescens là một loài Rêu trong họ Lejeuneaceae. Loài này được Gottsche mô tả khoa học đầu tiên năm 1845.